# Carmen Pulver
Carmen Pulver (* 18. September 1995 in Herrliberg) ist eine ehemalige Schweizer Fussballspielerin.

## Werdegang
Pulver spielte von 2003 bis 2008 in den Knabenmannschaften des FC Herrliberg. 2008 wechselte sie zu den Juniorinnen des Grasshopper Club Zürich. Dort wurde sie mit der U15 Cupsieger und mit der U18 Schweizer Meister und Vizeschweizermeister. Ihr Debüt in der Nationalliga A gab sie 2011 gegen den FC Staad. Zwischen 2011 und 2014 spielte Pulver 55 Mal für die Grasshoppers und erzielte dabei neun Tore.
Zur Saison 2014/15 wechselte sie zum deutschen Bundesligisten MSV Duisburg. Nach einem Jahr wechselte sie zurück in die Schweiz zum FC Luzern Frauen. Wiederkehrende Verletzungssorgen führten nach rund eineinhalb Jahren zur Auflösung des Vertrags auf Januar 2017. Pulver hat nie offiziell ihren Rücktritt erklärt, ein Wiedereinstieg in den Spitzensport scheint jedoch nicht geplant.

### International
Mit der U-17-Nationalmannschaft nahm Pulver an der Europameisterschaft 2012 teil und belegte dort den vierten Platz. Im gleichen Jahr spielte sie mit der U-20-Nationalmannschaft die Weltmeisterschaft in Japan, wo die Auswahl Gruppenletzter wurde.
Am 14. Januar 2014 gab Pulver ihr Debüt in der A-Nationalmannschaft bei einem Freundschaftsspiel in Portugal. Nach nur neun Minuten erzielte sie auch gleich ihr erstes und einziges Länderspieltor. Pulver stand in der engeren Auswahl für das Kader der Weltmeisterschaft 2015 in Kanada, schied jedoch beim letzten Cut aus. Insgesamt bestritt sie drei Länderspiele.